# كنعان حداد
كنعان خليل حداد القيسي، ( 1935 - 9 شباط 1963)، عسكري عراقي، وهو ضابط برتبة ملازم أول، كان مرافقاً لرئيس الوزراء العراقي عبد الكريم قاسم، وقاتل معهُ في مقاومة حركة الانقلاب على عبد الكريم قاسم سنة 1963، وأعدم كنعان مع عبد الكريم قاسم بعد يوم واحد من نجاح انقلاب 8 شباط. ذُكرَ أنه محسوب على الشيوعيين، ولكن الحزب الشيوعي العراقي نفى ذلك

## حياته

كنعان خليل حداد في طفولته بالزي العسكري

ولد كنعان خليل في بغداد عام 1935، بمنطقة الفضل، وأنهى دراسته الابتدائية والمتوسطة والثانوية، وانتسب إلى الكلية العسكرية أواخر سنة 1957، وتخرج فيها حتى وصل إلى رتبة ملازم أول.

## انقلاب 8 شباط
قاوم كنعان خليل الانقلابيين بصلابة يوم الانقلاب فقاد المدرعات، وتمكن من قتل ضابط انقلابي اسمه إبراهيم جاسم التكريتي الذي كان مرشحا ضمن حكومة الانقلابيين.

## مقتله
قتل كنعان خليل حداد بعد الحكم على رئيس الوزراء عبد الكريم قاسم بالإعدام مع مجموعة ضباط آخرين خلال المحكمة الصورية في صباح يوم 9 شباط سنة 1963، في مقر دار الاذاعة في الصالحية، وظهرت جثتهُ على التلفاز.

جثث رفاق عبد الكريم قاسم كما عرضت على شاشة التلفزيون العراقي في يوم 9 شباط عام 1963 من اليمين إلى اليسار:الملازم الأول كنعان خليل حداد والعميد طه الشيخ احمد، والفريق عبد الكريم قاسم